# Félix Girod de l'Ain
Pour les articles homonymes, voir Girod et Girod de l'Ain.
Jean-Marie-Félix, baron Girod de l'Ain (6 septembre 1789, Gex - 15 avril 1874, Paris), est un général et homme politique français.

## Biographie
Fils de Jean-Louis Girod de l'Ain, il entra en 1805 à l'École militaire de Fontainebleau, fit, au 9e régiment d'infanterie légère, en qualité de sous-lieutenant, de lieutenant et d'adjudant-major, la campagne de Prusse et de Pologne (1806-1807), puis celles de 1808-1811 en Espagne. Capitaine et aide de camp du général Desaix, il combattit en Russie en 1812, fut promu chef de bataillon en 1813, et se distingua encore dans plusieurs engagement en Allemagne et en France (1814-1815). 
Chevalier de la Légion d'honneur en 1813, officier du même ordre en 1815, il fut tenu à l'écart par la Restauration, et ne rentra en activité qu'on 1830. Devenu lieutenant-colonel en juin de cette année, après dix-sept ans passés dans le grade de chef de bataillon, il se fit nommer par le gouvernement de Louis-Philippe chef de l'état-major de la première division, puis chef de l'état-major du ministre de la Guerre, et enfin chef de la section historique du dépôt de la guerre. 
Colonel en 1832, il se présenta pour la première fois à la députation le 8 juin 1833, en remplacement de Laguette-Mornay démissionnaire, et fut élu dans le 5e collège de l'Ain (Nantua). Il appartint à la majorité conservatrice. 
Réélu, le 21 juin 1834, il vota pour les lois de septembre, pour les lois de disjonction, d'apanage, etc., et obtint constamment sa réélection jusqu'à la fin du règne : le 4 novembre 1837, le 9 juillet 1842 et le 1er août 1846. 
Durant ces diverses législatures, il ne cessa d'appuyer la politique ministérielle, et se prononça pour l'indemnité Pritchard, contre la réduction du nombre des députés fonctionnaires, contre la réforme électorale, etc. 
Commandeur de la Légion d'honneur et chevalier de Saint-Louis, il fut promu maréchal de camp le 7 juin 1842, commanda en cette qualité le département du Jura et, après la Révolution française de 1848, fut, le 8 juin, admis d'office à la retraite.
Il est le père d'Édouard Girod de l'Ain et le beau-père de Henri Sainte-Claire Deville et de Charles-Adolphe Demachy (père de Charles et Robert Demachy).

## Sources
- « Félix Girod de l'Ain », dans Adolphe Robert et Gaston Cougny, Dictionnaire des parlementaires français, Edgar Bourloton, 1889-1891 [détail de l’édition]